# Kemble
Kemble är en ort i civil parish Kemble and Ewen i Cotswold, Storbritannien.   Den ligger i grevskapet Gloucestershire och riksdelen England, i den södra delen av landet, 130 km väster om huvudstaden London. Orten hade 940 invånare år 2020.
Terrängen runt Kemble är platt. Runt Kemble är det ganska tätbefolkat, med 160 invånare per kvadratkilometer. Närmaste större samhälle är Cirencester, 5,7 km nordost om Kemble. Trakten runt Kemble består till största delen av jordbruksmark.